# Hyparrhenia subplumosa
Espèce
Hyparrhenia subplumosa est une espèce de plantes de la famille des Poaceae et du genre Hyparrhenia, présente en Afrique tropicale.